# Israel Friedman
Israel Șalom Iosef Friedman (în idiș: ישראל שלום יוסף פרידמאן; în ebraică: ישראל שלום יוסף פרידמן; n. 13 octombrie 1855, Zolotîi Potik, Regatul Galiției și Lodomeriei, Imperiul Austriac – d. 9 aprilie 1923, Buhuși, Neamț, România), cunoscut și sub numele de Pe'er Yisrael, a fost al doilea rebbe din dinastia hasidică Bohush.

## Biografie
S-a născut la Zolotîi Potik ca fiu al rabinului Isac Friedman, primul rebbe al dinastiei Bohush, și al Șeinei Rachel, fiica rabinului David Hagar din Zabolotiv. 
A fost numit Israel după străbunicul său, rabinul Israel din Rujîn, și Șalom Iosef după bunic, rabinul Shalom Yosef din Sadagura, care s-a născut în aceeași zi. 
Studiile sale au fost realizate sub îndrumarea tatălui său și, parțial, la Iași, sub îndrumarea rabinilor talmudiști.
S-a căsătorit cu Malka, fiica rabinului Moshe Avraham Zuckerman din Rașcov. După căsătorie, a locuit la socrul său și a primit de la acesta tallitul și tefilinul lui Israel ben Eliezer.
După decesul tatălui său, a fost numit succesorul acestuia, însă a refuzat să se comporte ca un rebbe, cu excepția acceptării de kvitlach (bilețele de rugăciune), până când frații lui nu au părăsit casa părintească și s-au pus pe picioare, devenind la rândul lor rebbe în alte localități.
O caracteristică a sa a fost caritatea, ajutând nevoiașii, văduvele, ofranii și bătrânii, indiferent de confesiune, palatul său fiind deschis tuturor, pentru că era considerat un loc de sprijin pentru mulți oameni.
În 1906 a rămas văduv și s-a recăsătorit cu Malka, fiica rabinului Yosef din Rymanów. 
Împreună cu frații săi, a fost conducătorul Kolel Romania, iar în timpul său s-au construit în pe teritoriul actualului Israel șase sinagogi ale hasidimilor din Buhuși: patru în Safed și câte una în Tiberias și Ierusalim. 
Tot în timpul conducerii sale, în 1908, a fost realizată prima ieșivă din zona Buhușiului, numită „Beth Israel”. Ieșiva a fost fondată de către ginerii săi, Mendel Friedman și David Twersky și se afla sub supravegherea sa personală. Aceasta a fost închisă în 1916, timpul Primului Război Mondial din cauza lipsei de resurse și a condițiilor dificile din România, inclusiv a atmosferei antisemite.
În acea perioadă a stat în Rymanów, la socrul său, unde nu a exercitat funcția de rebbe, dar, după ce a început să fie vizitat de mai mulți hasidimi s-a întors în Buhuși.
Israel Friedman stăpânea bine limba română și era un cunoscător al literaturii românești, ținând să îi cunoască personal pe unii dintre scriitori români, întâlnindu-l, spre exemplu, pe Alexandru Vlăhuță la Piatra Neamț la recomandarea lui Calistrat Hogaș. Și-a dorit să îi cunoscă și pe Ioan Alexandru Brătescu-Voinești și Mihail Sadoveanu, ale căror lucrări le avea în biblioteca de la Buhuși, iar despre lon Creangă declara că a fost „un dar a lui Dumnezeu hărăzit în zi de sărbătoare neamului românesc”. De asemenea, rebbe-ul plănuia să creeze o antologie în idiș a marilor povestitori români.
A avut mai multe scrieri despre Tora, acestea fiind publicate în 1979 în cartea Pe'er Yisroel, și într-o ediție reînnoită în 2009. Printre adepții săi s-a numărat rabinul Eliezer Zosia Portugalia din Sculeni.

## Decesul

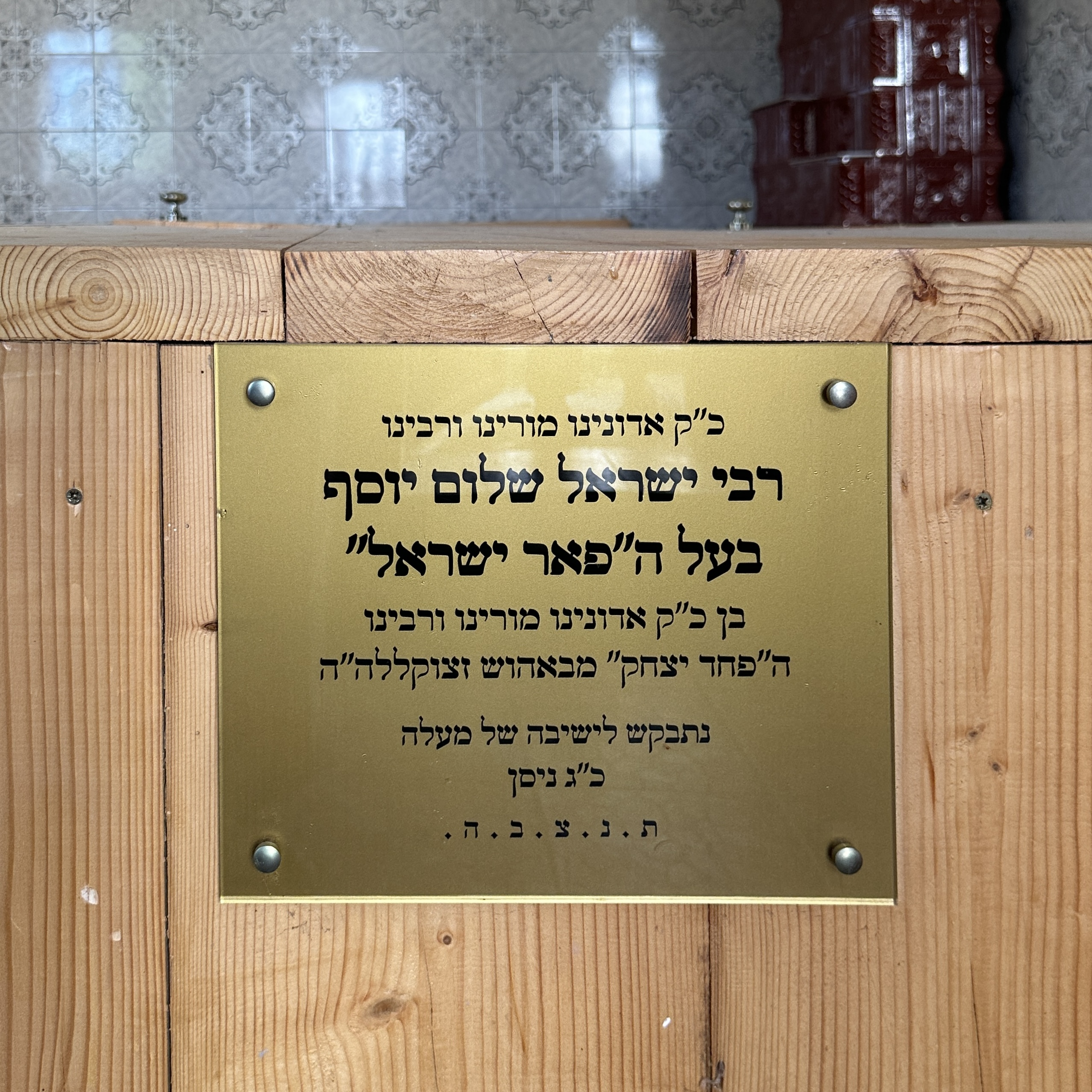
Placa comemorativă de pe mormântul rabinului din Cimitirul evreiesc din Buhuși

A decedat pe 9 aprilie 1923 din cauza unui anevrism, înmormântarea având loc a doua zi, la ora 16, fiind marcată de o participare masivă din partea comunității și a autorităților. Ceremonia a urmat prescripțiile tradiționale pentru înmormântarea liderilor religioși evrei. Corpul său a fost purtat pe umeri de patru rabini, iar procesiunea a fost însoțită de credincioși cu lumânări aprinse și cântecele corului cantorilor.
La templu, trupul a fost așezat pe Masa sfântă, unde rabinii au efectuat ritualul înconjurării sinagogii de șapte ori, citind Psalmii. După liturghie și prohod, corpul a fost condus la cimitirul evreiesc și a fost așezat în cavoul familiei rabinilor Friedman, lângă tatăl său. La ceremonie au participat delegații din mai multe orașe, inclusiv Iași, Pașcani, Târgu Neamț, Târgu Ocna, Fălticeni, Piatra Neamț, Botoșani, Bacău și altele.

## Familia
A avut doar fiice și i-a numit succesori pe ginerii săi, Menachem Mendel Friedman (soțul lui Bluma Reizel) și David Twersky (soțul lui Gitel). Alte două fiice au fost Chava Leah, soția rabinului Yaakov Yosef Twersky din Stanislav, fiul rabinului Menachem Nachum din Rotmistrivka, care a rămas văduv în timpul vieții socrului său, iar cealaltă a fost soția rabinului Gedaliah Aharon Rabinowitz din Monastîrîșce.